# Jean Becker (Violinist)

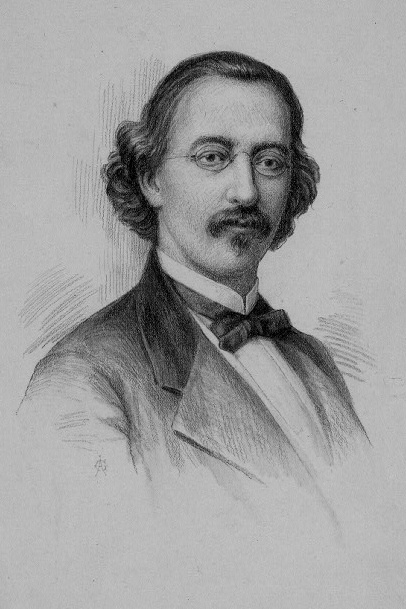
Jean Becker

Jean Becker (* 11. Mai 1833 in Mannheim; † 10. Oktober 1884 ebenda) war ein deutscher Violinist.

## Leben
Der aus Mannheim stammende Becker (das gelegentlich als Geburtsort zu findende Hochspeyer dürfte nicht zutreffen) übernahm 1854 die Rolle des Konzertmeisters im Mannheimer Hoftheater. 1858 wurde er zum Kammervirtuosen der Großherzogin Stephanie von Baden ernannt. Becker unternahm Konzertreisen durch ganz Europa und war dabei unter anderem in Paris, London und Sankt Petersburg tätig. 1865 gründete er das Florentiner Streichquartett, mit dem er ebenfalls durch Europa reiste. Er spielte eine Stradivari von 1685, die heute den Namen „Jean Becker“ trägt.
Er war verheiratet mit Berta Seib (1833–1898). In seinen Quartett-Konzerten wirkten neben ihm auch seine Kinder Hans, Hugo und Jeanne mit. Sein Sohn Hans Becker wurde Violinist und spielte im Brodsky-Streichquartett 2. Geige. Sein Sohn Hugo Becker wurde Cellist und Komponist. 
Becker wohnte in einer Villa über dem Neckar, die einen eigenen Konzertsaal hatte. Hier veranstaltete er jeden Sonntag Konzerte vor einem großen Publikum. Er schuf einige Kompositionen, so eine Serenade für Violine, Violoncello und Klavier.

## Nachleben

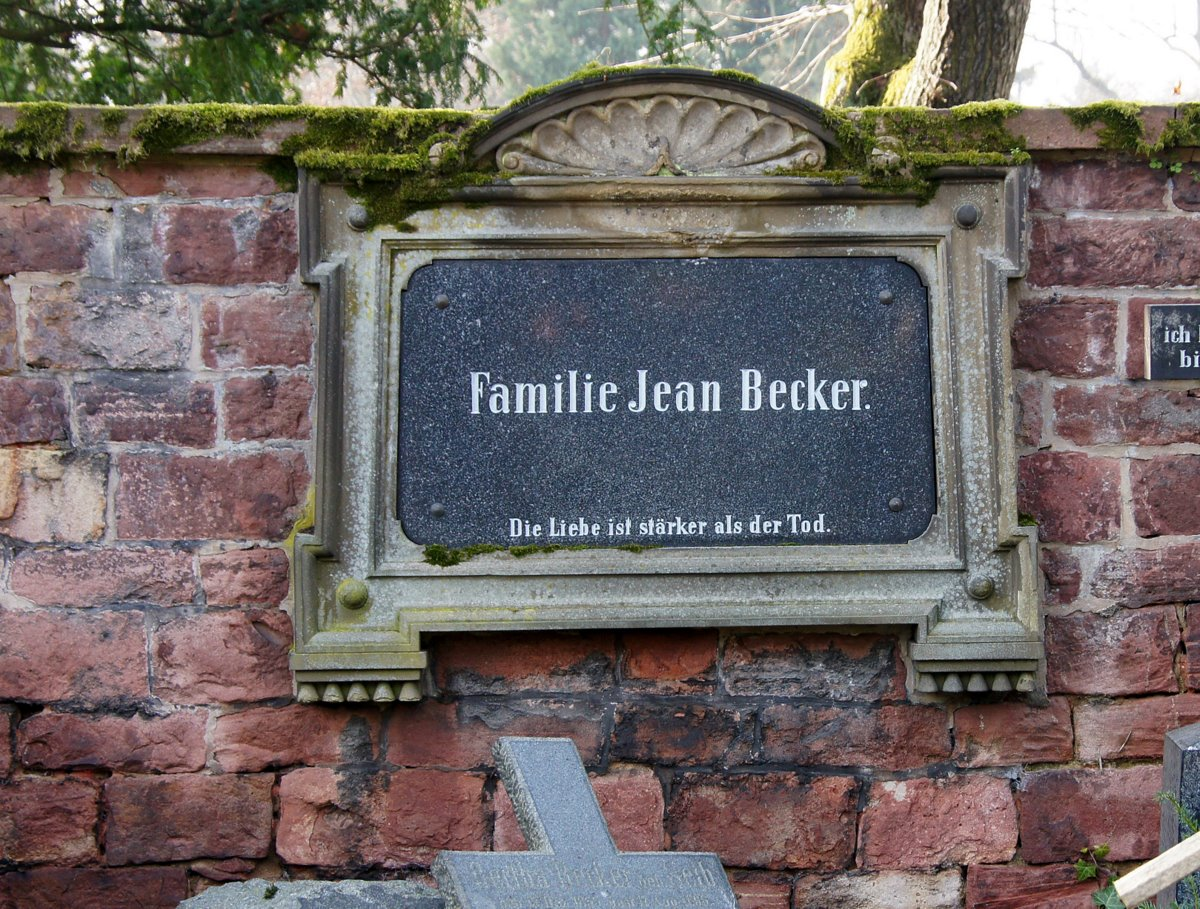
Grab Beckers in Mannheim

Auf seinem Grab auf dem Hauptfriedhof Mannheim ist ein Epitaph aus gelben Sandstein mit Ohrenrahmung, einer Segmentbogenkrönung und Muschelornamenten. Auf der Schriftplatte aus schwarzem, polierten Granit steht die Inschrift „Die Liebe ist stärker als der Tod“.
In Mannheim wurde ihm zu Ehren 1886 von Karl Friedrich Moest ein Denkmal im Garten des Schlosses errichtet, das nicht mehr vorhanden ist. Zudem wurde 1893 die Jean-Becker-Straße nach ihm benannt.
Es existiert eine Gedenktafel am Geburtshaus S2, 8. Das Jean-Becker-Haus in der Mittelstraße gibt es nicht mehr.

## Herausgeber
- 24 Capricen für Violine solo von N. Paganini. Op. 1. Herausgegeben von Jean Becker. C. F. Peters, Leipzig 1880. (Edition Peters Nr. 1984, um 1900.)
- Felix Mendelssohn Bartholdy’s Sämmliche Werke. Concert für Violine mit Pianoforte-Begleitung herausgegeben von Jean Becker. Neu revidirte Ausgabe. C. F. Peters, Leipzig [um 1900] (Edition Peters 1731).